# Gneisenau (couraçado)
O Gneisenau foi um couraçado operado pela Kriegsmarine e a segunda e última embarcação da Classe Scharnhorst, depois do Scharnhorst. Sua construção começou em maio de 1935 nos estaleiros da Deutsche Werke em Kiel e foi lançado ao mar em dezembro do ano seguinte, sendo comissionado na frota alemã em maio de 1938. Era armado com uma bateria principal composta por nove canhões de 283 milímetros montados em três torres de artilharia triplas, tinha um deslocamento carregado de 38,7 mil toneladas e alcançava uma velocidade máxima de 31 nós.
O Gneisenau operou junto com seu irmão Scharnhorst no início da Segunda Guerra Mundial, incluindo em surtidas no Oceano Atlântico com o objetivo de atacar navios mercantes britânicos. Ambos participaram entre abril e junho de 1940 da invasão da Noruega, inicialmente dando cobertura para as forças de invasão. Durante esta operação, eles enfrentaram brevemente o cruzador de batalha britânico HMS Renown em um confronto inconclusivo, enquanto em junho encontraram e afundaram o porta-aviões britânico HMS Glorious e seus dois contratorpedeiros de escolta.
Bombardeios aéreos britânicos no decorrer de 1941 contra a base de Brest na França, onde os dois navios estavam após uma surtida, os forçaram realizar uma corrida pelo Canal da Mancha de volta para a Alemanha. O Gneisenau entrou em uma doca seca em Kiel para reparos, porém foi seriamente danificado em um ataque aéreo britânico em fevereiro de 1942. Foi planejado rearmá-lo com novos canhões de 380 milímetros, mas os trabalhos foram cancelados em meados de 1943. Foi deliberadamente afundado em Gotenhafen em 23 de março de 1945 e desmontado em 1951.

## Características

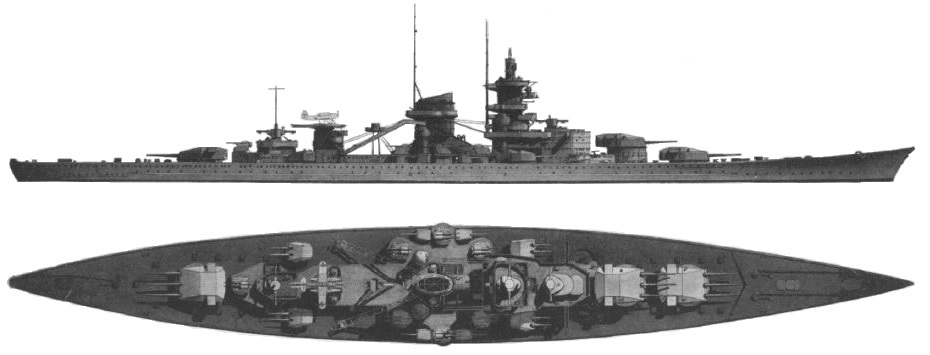
Desenho do Gneisenau

O Gneisenau tinha 229,8 metros de comprimento de fora a fora, boca de trinta metros e calado máximo de 9,9 metros. Seu deslocamento padrão era de 32,6 mil toneladas e o deslocamento carregado de 38,7 mil toneladas. Seu sistema de propulsão era composto por doze caldeiras Wagner que alimentavam três turbinas a vapor Germania, tendo uma potência indicada de 160 mil cavalos-vapor (118 mil quilowatts) para uma velocidade máxima de 31,5 nós (58,3 quilômetros por hora). Podia carregar até cinco mil toneladas de óleo combustível, o que lhe proporcionava uma autonomia de 6,2 mil milhas náuticas (11,5 mil quilômetros) a uma velocidade de dezenove nós (35 quilômetros por hora). Sua tripulação padrão era composta por 56 oficiais e 1 613 marinheiros, mas durante a guerra podia crescer até setenta oficiais e 1 841 marinheiros.
Sua bateria principal consistia em nove canhões SK C/34 calibre 54,5 de 283 milímetros montados em três torres de artilharia triplas, duas à vante da superestrutura e uma à ré. Seu armamento secundário tinha doze canhões SK C/28 calibre 55 de 149 milímetros instalados em quatro torres de artilharia duplas e em quatro montagens únicas. O armamento antiaéreo era composto por catorze canhões SK C/33 calibre 65 de 105 milímetros, dezesseis canhões SK C/30 calibre 83 de 37 milímetros e dez canhões C/30 de 20 milímetros, mas o número total destes depois cresceu para 38. Foi equipado em 1942 com seis tubos de torpedo de 533 milímetros. Seu cinturão principal de blindagem tinha de 150 a 350 milímetros de espessura, enquanto o convés blindado tinha entre cinquenta e 105 milímetros. As torres de artilharia principais eram protegidas por blindagem de 150 a 360 milímetros, ficando em cima de barbetas de duzentos a 350 milímetros. A torre de comando tinha laterais de 350 milímetros e teto de duzentos milímetros.

## História

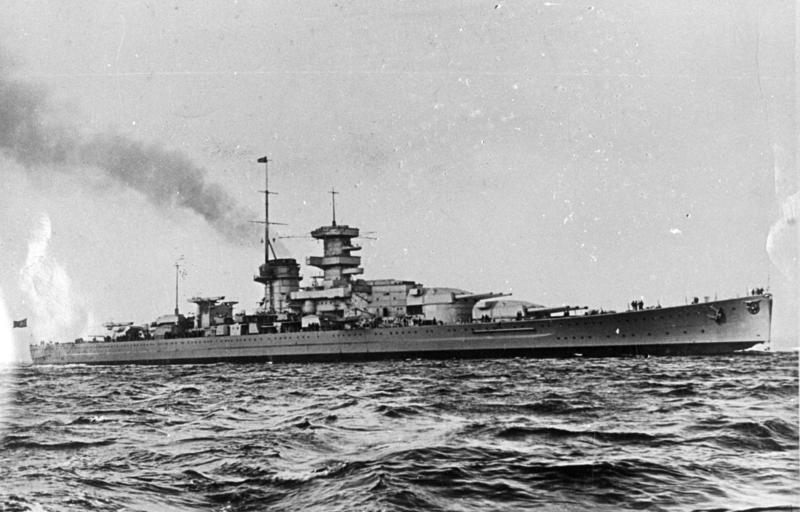
O Gneisenau durante seus testes marítimos com sua proa reta original

O Gneisenau foi encomendado com o nome de contrato "E" e sob o nome provisório Ersatz Hessen como um substituto para o antigo pré-dreadnought Hessen. Seu batimento de quilha ocorreu em 6 de maio de 1935 na Deutsche Werke em Kiel. Foi lançado ao mar em 8 de dezembro de 1936, com o processo de equipagem começando em seguida. Foi finalizado em maio de 1938 e comissionado para testes marítimos no dia 21, sob o comando do capitão de mar Erich Förste. Os testes revelaram uma perigosa tendência de acumular água em mares bravios. Isto causava inundações na proa e danificou sistemas elétricos da primeira torre de artilharia principal. Consequentemente, retornou para o estaleiro para que sua proa fosse muito modificada. A proa reta original foi substituída por uma "proa atlântica" elevada. Além disso, uma cobertura angulada para a chaminé também foi instalada a fim de desviar a fumaça do mastro principal. As modificações foram completadas em setembro de 1939, época em que estava totalmente operacional.
O navio deixou a Alemanha em junho de 1939 para um período de testes no Oceano Atlântico. Como ainda era tempos de paz, o couraçado estava carregando principalmente munição de treino com apenas um pequeno número de projéteis reais. Já estava de volta em casa quando a Segunda Guerra Mundial começou em 1º de setembro, sendo atacado no dia 4, um dia depois da declaração de guerra do Reino Unido, por catorze bombardeiros britânicos Vickers Wellington, mas não foi atingido. Förste foi substituído em novembro pelo capitão de mar Harald Netzbandt.

### Segunda Guerra Mundial

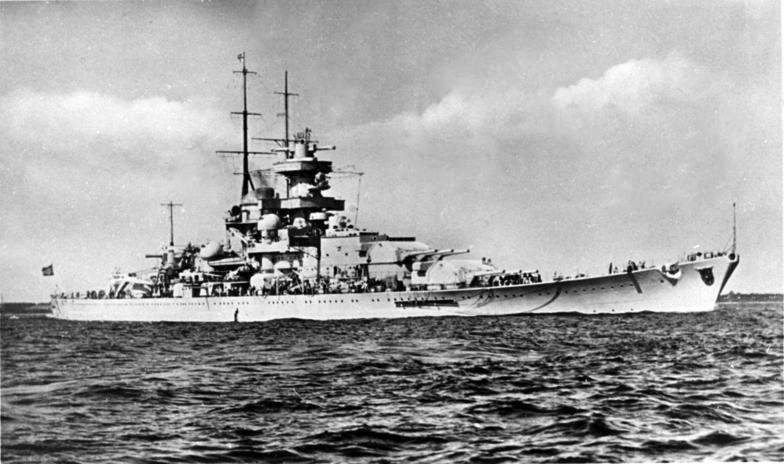
O Gneisenau no final de 1939, já com sua nova "proa atlântica"

A primeira operação do Gneisenau na guerra começou em 21 de novembro de 1939 como a capitânia do almirante Wilhelm Marschall, sendo enviado em patrulha para a área entre a Islândia e Ilhas Feroe junto com seu irmão Scharnhorst, o cruzador rápido Köln e mais nove contratorpedeiros. O objetivo era atrair unidades da Marinha Real Britânica e diminuir a pressão sobre o cruzador pesado Admiral Graf Spee, que estava sendo perseguido no sul do Oceano Atlântico. Os alemães interceptaram dois dias depois cruzador auxiliar britânico HMS Rawalpindi. O Scharnhorst abriu fogo primeiro às 17h03min, seguido pelo Gneisenau oito minutos depois. O navio britânico foi rapidamente transformado em destroços em chamas, com Marschall ordenando que o Scharnhorst resgatasse sobreviventes enquanto o Gneisenau ficava de guarda. Estas operações foram interrompidas pela aparição do cruzador rápido HMS Newcastle, com os alemães fugindo para o norte. Os couraçados britânicos HMS Nelson e HMS Rodney, o cruzador de batalha britânico HMS Hood e o couraçado francês Dunkerque partiram em perseguição. Os dois couraçados alemães chegaram de volta a Wilhelmshaven em 27 de novembro, com ambos tendo sido danificados significativamente devido ao mares bravios e vento.
O Gneisenau foi para Kiel e entrou em uma doca seca a fim de passar por reparos. Seu proa foi modificada uma segunda vez com uma curvatura e altura maiores a fim de melhorar sua navegabilidade. O navio foi então para o Mar Báltico em 15 de janeiro de 1940 para testes marítimos. Gelo espesso no Canal de Kiel impediu seu retorno para o Mar do Norte até 4 de fevereiro. Participou da Operação Marca do Norte entre 18 de fevereiro e 20 de março, uma breve surtida no Mar do Norte até as Ilhas Shetland.

#### Noruega

##### Invasão

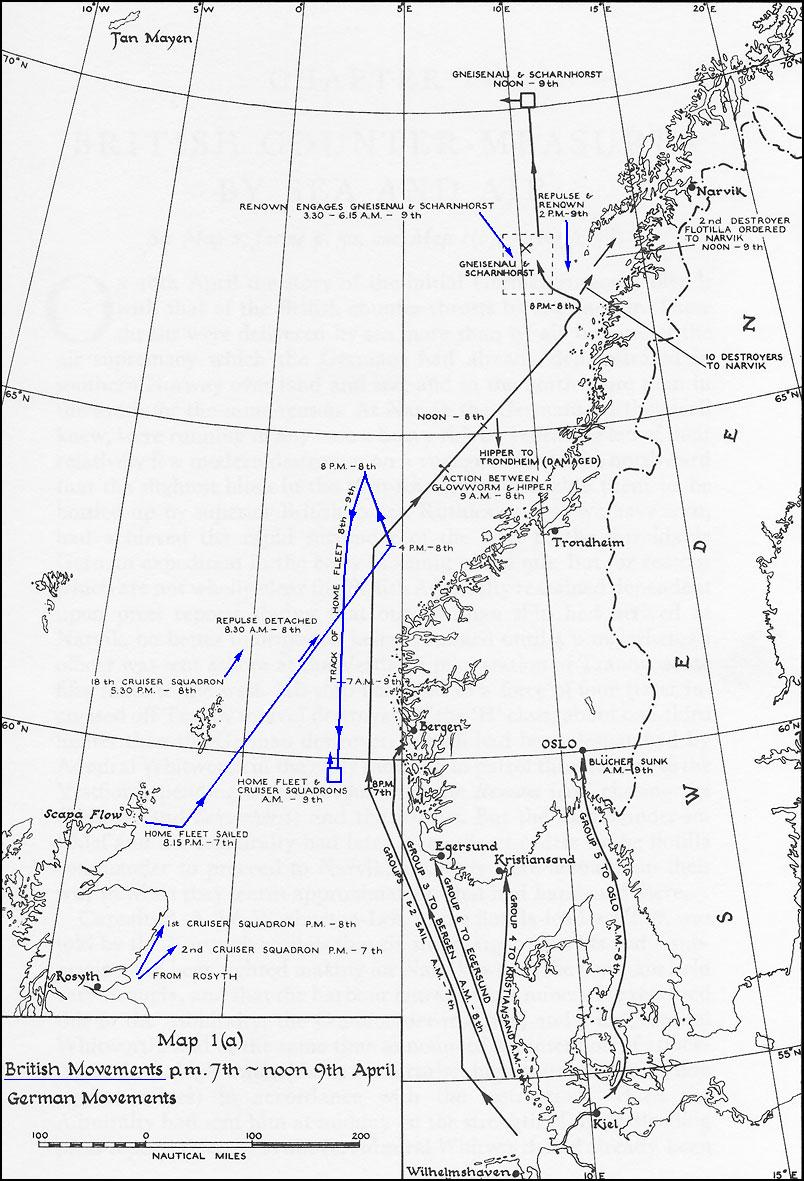
Movimentações britânicas e alemãs durante a invasão da Noruega entre 7 e 9 de abril de 1940

O navio foi em seguida designado para participar da Operação Exercício do Weser, a invasão da Dinamarca e Noruega. O Gneisenau e o Scharnhorst deveriam dar cobertura para as forças de invasão que atacariam as cidades norueguesas de Narvik e Trondheim. Os dois deixaram Wilhelmshaven na manhã de 7 de abril na companhia do cruzador pesado Admiral Hipper e catorze contratorpedeiros, estando sob o comando geral do vice-almirante Günther Lütjens. O cruzador e os contratorpedeiros realizariam os ataques contras as duas cidades enquanto os couraçados permaneceriam dando cobertura. Mais tarde no mesmo dia, por volta das 14h30min, os três navios maiores foram atacados por bombardeiros britânicos, mas não foram atingidos. O contratorpedeiro Z11 Bernd von Arnim encontrou o contratorpedeiro britânico HMS Glowworm na manhã de 8 de abril. Este abalroou o Admiral Hipper antes de ser afundado, mas o cruzador não foi seriamente danificado. As tripulações dos couraçados entraram em alerta, mas eles não chegaram a participar do confronto. O Gneisenau e o Scharnhorst então assumiram às 21h00min uma posição ao leste do Fiorde Oriental a fim de dar cobertura para os dois desembarques.
O radar Seetakt de varredura de superfície do Gneisenau captou o cruzador de batalha britânico HMS Renown às 4h30min do dia 9, com ambas as tripulações indo para postos de combate. A batalha começou às 5h05min. O Gneisenau logo acertou dois projéteis no Renown; o primeiro não detonou e o segundo explodiu no convés superior e danificou o equipamento de rádio. Os alemães então viraram para recuarem. Quase simultaneamente o Renown acertou o Gneisenau duas vezes, com um projétil incapacitando a terceira torre de artilharia principal e o outro acertando e atravessando a torre de controle sem detonar, cortando vários fios, matando um oficial e deixando cinco tripulantes feridos. Isto fez o couraçado cessar fogo e aumentar sua velocidade para escapar do navio britânico. Lütjens temia que os contratorpedeiros que estavam escoltando o Renown pudessem realizar um ataque de torpedos. O Gneisenau disparou ao todo sessenta projéteis de 283 milímetros e oito de 149 milímetros no decorrer do confronto. Os mares bravios e a alta velocidade com que escaparam fizeram com que ambos engolissem grandes quantidades de água à vante, causando problemas na primeira torre de artilharia dos dois.
O Admiral Hipper juntou-se aos couraçados perto de Trondheim em 11 de abril e os três fizeram juntos a viagem de volta para Wilhelmshaven, chegando no dia seguinte. Os danos que o Gneisenau sofreu na batalha contra o Renown foi consertados no local, com o navio em seguida ficando em uma doca seca em Bremerhaven entre 26 e 29 de abril com o objetivo de passar por sua manutenção periódica. O couraçado deveria então seguir para o Mar Báltico assim que os trabalhos tivessem terminado, mas ele acabou detonando uma mina magnética em 5 de maio enquanto navegava próximo do estuário do rio Elba. A explosão ocorreu a 21 metros do quarto ré de bombordo e a 24 metros de profundidade, causando danos significativos ao casco e inundando vários compartimentos, fazendo a embarcação assumir um adernamento de meio grau para bombordo. O choque da explosão também danificou muitos componentes internos, incluindo a turbina de baixa pressão de estibordo e os telêmetros de ré. Reparos foram realizados em uma doca seca em Kiel entre 6 e 21 de maio. O Gneisenau depois realizou um breve cruzeiro de testes no Báltico, retornando para Kiel no dia 27 em prontidão para combate.

##### Outras ações
O Gneisenau e o Scharnhorst partiram em 4 de junho de volta à Noruega, recebendo a companhia do Admiral Hipper e mais quatro contratorpedeiros para escolta. O propósito desta surtida era interromper esforços Aliados de reabastecer os noruegueses e diminuir a pressão sobre as tropas alemãs. A esquadra se encontrou com o navio-tanque Dithmarschen no dia 7 para que o Admiral Hipper e os contratorpedeiros pudessem reabastecer. A traineira britânica HMT Juniper foi descoberta e afundada no dia seguinte junto com o petroleiro Oil Pioneer. Os alemães então lançaram hidroaviões para procurarem por mais embarcações Aliadas. O Admiral Hipper e os contratorpedeiros foram enviados para afundar o navio de transporte de tropas Orama, enquanto o navio-hospital Atlantis recebeu permissão para prosseguir viagem. Marschall, que estava no comando da operação, destacou o Admiral Hipper e os contratorpedeiros para reabastecerem em Trondheim, enquanto os couraçados navegaram para a área de Harstad.
Os navios avistaram o porta-aviões britânico HMS Glorious e dois contratorpedeiros, HMS Acasta e HMS Ardent, às 17h45min a quarenta quilômetros. Os alemães viraram em direção ao porta-aviões e aumentaram sua velocidade de dezenove para 29 nós (35 para 54 quilômetros por hora) e então viraram mais uma vez para interceptá-lo. O Gneisenau abriu fogo às 18h28min contra o Ardent, o contratorpedeiro mais próximo, enquanto o Scharnhorst na vanguarda abriu fogo contra o Glorious quatro minutos depois a uma distância de 26 quilômetros. Ele acertou o alvo no terceiro disparo às 18h38min e pouco depois passou a atacar o Ardent também com seu armamento secundário, mantendo o fogo contra o porta-aviões com o armamento principal. O Ardent então lançou um ataque de torpedos contra os couraçados, forçando o Scharnhorst a realizar manobras evasivas às 18h45min e novamente dez minutos depois. O Gneisenau abriu fogo contra o Glorious às 18h46min. Um problema no Scharnhorst o fez diminuir de velocidade, assim o Gneisenau assumiu a vanguarda. O porta-aviões nesta altura estava em chamas e com um adernamento sério para estibordo, mas ainda assim continuava a navegar em alta velocidade.
Os britânicos lançaram várias cortinas de fumaça Os alemães tinham seus radares Seetakt para ajudar na mira, porém falta de visibilidade dos alvos forçou períodos de cessar fogo devido à fumaça. Os contratorpedeiros moviam-se habilmente e eram alvos difíceis, com o Ardent continuando a lançar torpedos mesmo depois de ser seriamente danificado e ter sua velocidade reduzida. Este e o Glorious afundaram por volta das 19h20min e o Acasta então seguiu contra os alemães, lançando torpedos e uma cortina de fumaça. Um torpedo acertou o Scharnhorst às 19h39min ao retornar para seu curso muito cedo depois de realizar manobras evasivas. O Acasta foi atingido durante um segundo ataque de torpedos, afundando às 20h08min. Os couraçados foram para Trondheim a fim de realizar reparos temporários no Scharnhorst. Enquanto isso, o Gneisenau, Admiral Hipper e os quatro contratorpedeiros fizeram uma surtida, mas retornaram dois dias depois quando ficou claro que os comboios britânicos estavam muito bem protegidos.
Lütjens substituiu Marschall e fez uma surtida com o Gneisenau, Admiral Hipper e os contratorpedeiros em 20 de junho em direção da Islândia. Sua intenção era fazer parecer que estava tentando entrar no Atlântico e assim atrair a atenção dos britânicos para longe do Scharnhorst enquanto este voltava para a Alemanha. Entretanto, o submarino HMS Clyde torpedeou o Gneisenau a aproximadamente quarenta milhas náuticas (74 quilômetros) ao noroeste de Halten. O torpedo acertou na proa, logo à vante do cinturão contra estilhaços. Grandes quantidades de água inundaram os dois primeiros compartimentos estanques, forçando o navio a retornaram para Trondheim em velocidade reduzida. O navio de reparos Huascaran realizou reparos temporários que permitiram que o Gneisenau voltasse para Kiel entre 25 e 27 de julho, escoltado pelo Admiral Hipper, o cruzador rápido Nürnberg, quatro contratorpedeiros e seis barcos torpedeiros. Uma força da Frota Doméstica britânica tentou interceptar a esquadra, mas não conseguiram encontrá-la. O couraçado ficou em uma doca seca da Howaldtswerke por cinco meses sob reparos. O capitão de mar Otto Fein assumiu o comando do couraçado em agosto.

#### Surtida no Atlântico

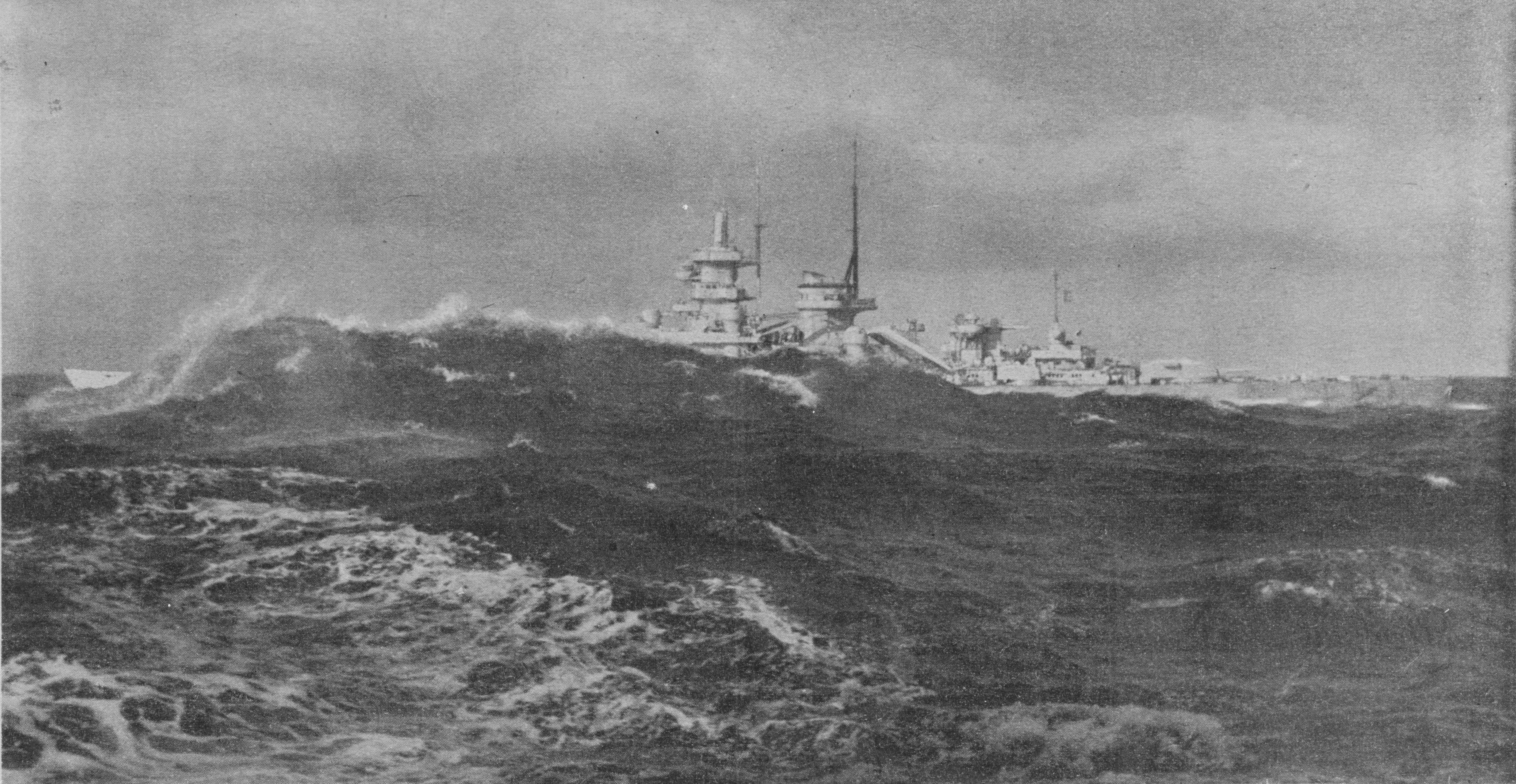
O Gneisenau enfrentando mares bravios no Oceano Atlântico em 1941

O Gneisenau e o Scharnhorst se juntaram para a Operação Berlim, uma incursão no Atlântico com o objetivo de causar caos nas rotas mercantes Aliadas. Tempestades fortes danificaram o Gneisenau, mas o Scharnhorst ficou intacto. Os dois foram forçados a atracar durante as tempestades, com o Gneisenau indo para Kiel a fim de passar por reparos e o Scharnhorst para Gotenhafen. Os trabalhos foram finalizados rapidamente e eles partiram para o Atlântico em 22 de janeiro de 1941 sob o comando de Lütjens. Foram detectados no Skagerrak e unidades da Frota Doméstica britânica foram enviadas para patrulhar a passagem entre a Islândia e as Ilhas Feroe. Os radares alemães detectaram os britânicos a uma longa distância, o que permitiu que eles evitassem as patrulhas com a ajuda da chuva. Os dois couraçados escaparam em 3 de fevereiro da última patrulha britânica e entraram no Atlântico.
Os dois reabasteceram do navio-tanque Schlettstadt em 6 de fevereiro ao sul do Cabo Farvel, na Islândia. Olheiros avistaram pouco antes das 8h30min do dia 8 o Comboio HX 106, que era escoltado pelo couraçado britânico HMS Ramillies. As ordens de Lütjens o proibiam de enfrentar navios capitais Aliados, assim o ataque foi cancelado. Entretanto, o oficial comandante do Scharnhorst aproximou seu navio até 23 quilômetros de distância do comboio em uma tentativa de atrair o Ramillies para longe e assim permitir que o Gneisenau atacasse. Entretanto, Lütjens, a bordo do Gneisenau, ordenou imediatamente que o Scharnhorst retornasse. Os dois navios navegaram para o noroeste à procura de outras embarcações. Eles avistaram em 22 de fevereiro um comboio vazio navegando para o este, que dispersou rapidamente assim que os alemães apareceram. O Gneisenau conseguiu afundar três embarcações, enquanto o Scharnhorst afundou uma.
Lütjens decidiu prosseguir para uma área nova, pois os sobreviventes do comboio recém atacado tinham enviado sinais de socorro. Ele escolheu seguir para a rota entre a Cidade do Cabo na África do Sul e Gibraltar, posicionando seus navios ao noroeste de Cabo Verde. Os couraçados encontraram em 8 de março o Comboio SL 67, escoltado pelo couraçado HMS Malaya. Lütjens novamente proibiu um ataque, mas seguiu o comboio e direcionou submarinos para o ataque. Dois submarinos afundaram cinco embarcações na noite do dia 7 para o 8. O Malaya foi atrás dos dois couraçados e aproximou-se até 24 quilômetros, tranquilamente dentro do alcance dos alemães, mas Lütjens se recusou a entrar em combate. Em vez disso seguiu para o meio do Atlântico, onde reabasteceram dos navios-tanque Uckermark e Ermland em 12 de março.
Os dois couraçados com os dois navios-tanque em companhia encontraram em 15 de março um comboio disperso. O Gneisenau capturou três navios-tanque e afundou um quarto. Outros elementos do mesmo comboio foram avistados no dia seguinte, com o Gneisenau afundando sete navios enquanto o Scharnhorst afundou outros seis. Um dos sobreviventes transmitiu a localização dos alemães, com os couraçados Rodney e HMS King George V sendo despachados. O Gneisenau e o Scharnhorst usaram suas altas velocidades para escaparem em uma tempestade, com a intervenção dos couraçados britânicos convencendo Lütjens que havia poucas chances de maiores sucessos. Ele decidiu seguir para Brest, na França, onde chegaram em 22 de março. O Gneisenau entrou em uma doca seca para passar por sua manutenção periódica.

#### França

##### Ataques aéreos

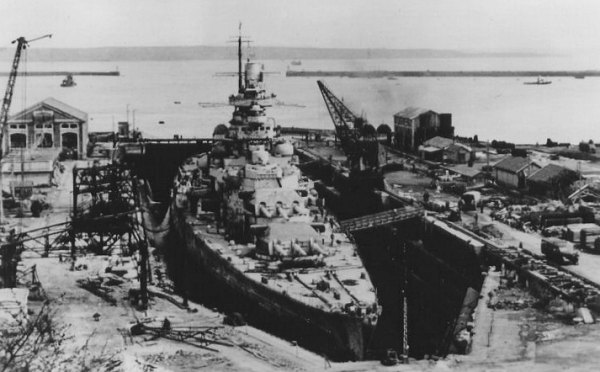
O Gneisenau em uma doca seca em Brest em 6 de abril de 1941

O Gneisenau foi alvo de repetidos ataques aéreos britânicos depois de chegar em Brest. O primeiro foi durante a noite de 30 para 31 de março e o segundo de 4 para 5 de abril. O navio quase foi atingido no segundo por uma bomba perfurante de 227 quilogramas. Foi tirado da doca seca e levado para o porto em consequência desses ataques. O Gneisenau foi atacado por torpedeiros em 6 de abril, segundo atingido uma vez. Este acertou próximo da terceira torre de artilharia, fazendo com que por volta de três mil toneladas entrassem no couraçado e levaram a um adernamento de dois graus para estibordo. A inundação também incapacitou vários componentes do sistema de propulsão. A explosão causou grandes danos nas placas externas do casco e nos eixos central e de estibordo das hélices, enquanto a onda de choque danificou amplamente os componentes eletrônicos da embarcação. Um rebocador atracou ao lado para ajudar a bombear a água para fora, com o couraçado sendo levado de volta para a doca seca a fim de passar por reparos.
Um novo ataque aéreo ocorreu na noite de 9 para 10 de abril, quando o Gneisenau foi atingido por quatro bombas perfurantes de 227 quilogramas. Todas acertaram à estibordo da superestrutura de vante. Duas explodiram no convés blindado principal e as outras duas não detonaram. O ataque inicialmente matou 72 tripulantes e feriu outros noventa, mas dezesseis destes morreram posteriormente de seus ferimentos. As bombas causaram pequenos danos ao convés e alguns danos estruturais. Foi decidido realizar alterações no couraçado enquanto ele estava passando pelos reparos, incluindo a instalação de mais catorze canhões antiaéreos de 20 milímetros e seis tubos de torpedo de 533 milímetros à meia-nau. O hangar de hidroaviões foi reformado e a catapulta de aeronaves montada em cima foi removida. O tamanho dessas modificações impediram que ele participasse em maio de 1941 da Operação Exercício do Reno junto com o couraçado Bismarck. Os britânicos continuaram a atacar o Gneisenau enquanto ele estava na doca seca, porém sem sucesso. Uma bomba caiu próxima do navio em 6 de fevereiro de 1942.

##### Corrida pelo canal

Mapa da rota dos navios alemães durante a Operação Cerberus

O Alto Comando Naval alemão, em uma conferência com o ditador Adolf Hitler, decidiu em 12 de janeiro fazer o Gneisenau, Scharnhorst e cruzador pesado Prinz Eugen voltarem para a Alemanha. A intenção era enviá-los para a Noruega a fim de interceptar comboios Aliados para a União Soviética. A chamada "Corrida pelo Canal", a Operação Cerberus, evitaria radares e patrulhas aéreas Aliadas cada vez mais eficazes no Atlântico e em vez disso seguira pelo Canal da Mancha. O vice-almirante Otto Ciliax recebeu o comando da operação. Draga-minas abriram uma rota pelo Canal da Mancha no início de fevereiro sem serem detectados pelos britânicos.
Os três partiram às 23h00min de 11 de fevereiro e entraram no canal uma hora depois a 27 nós (cinquenta quilômetros por hora), navegando bem próximos do litoral francês. Os britânicos não detectaram sua partida, pois o submarino que vigiava o porto recuara para recarregar suas baterias. Passaram por Cherbourg às 6h30min do dia 12, encontrando uma flotilha de contratorpedeiros. Estes eram liderados pelo capitão de mar Erich Bey a bordo do Z29. O general de caças Adolf Galland direcionou os caças e bombardeiros da Luftwaffe em suporte. Os caças voaram extremamente baixos a fim de evitarem detecção dos radares. Oficiais de ligação estavam presentes nos três navios. Aeronaves alemãs mais tarde obstruíram os radares com chaff. As embarcações passaram pelo Estreito de Dover às 13h00min e meia-hora depois foram atacados por seis torpedeiros com um caça de escolta. Os britânicos não conseguiram passar pela patrulha aérea alemã e os seis torpedeiros foram abatidos. Mais ataques aéreos foram lançados pelas duas horas seguintes, mas todos também sem sucesso.
Cinco contratorpedeiros ataram os alemães às 16h17min. Eles tentaram se aproximar para lançarem torpedos, porém os mares bravios e clima nublado prejudicaram o ataque. O Gneisenau e Prinz Eugen infligiram danos sérios ao HMS Worcester. O Gneisenau detonou uma mina magnética próximo de Terschelling às 19h55min. Ela explodiu à vante da terceira torre de artilharia e causou apenas pequenos danos e uma inundação que foi rapidamente controlada, mas o choque incapacitou a turbina do meio. Ficou parado na água por menos de meia-hora até conseguir retomar a viagem, chegando na Heligolândia às 3h50min de 13 de fevereiro junto com dois contratorpedeiros. O Prinz Eugen chegou depois e eles seguiram para Kiel, porém o gelo espesso no Canal de Kiel os forçou a parar em Brunsbüttel. O couraçado bateu em destroços submersos enquanto manobrava no porto, abrindo um buraco no casco e causando pequenas inundações. Chegou em Kiel no dia seguinte e foi para uma doca seca flutuante na Deutsche Werke.

#### Fim de carreira

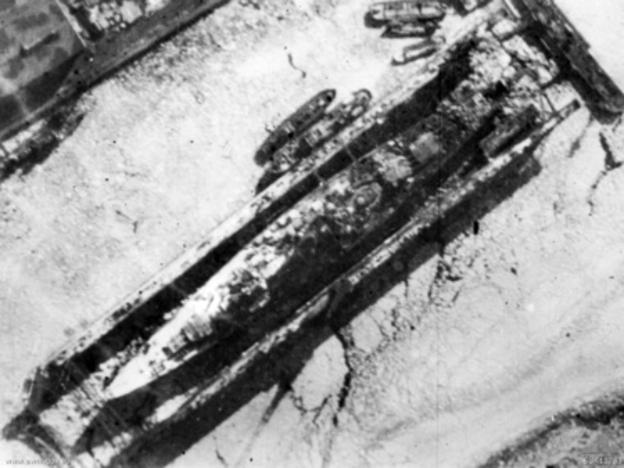
O Gneisenau em uma doca seca flutuante em Kiel em março de 1942

Os reparos no Gneisenau foram finalizados em 26 de fevereiro e ele estava programado para partir rumo a Noruega em 6 de março. Seu depósitos de munição foram reabastecidos apesar dele ainda estar em uma doca seca e sendo preparado para uma pequena rodada de testes marítimos antes de seguir para a próxima missão. Entretanto, os britânicos lançaram um grande ataque aéreo contra o navio na noite de 26 para 27 de fevereiro.  Ele foi atingido no castelo de proa por uma única bomba que penetrou o convés blindado e detonou. Os fragmentos da bomba incendiaram cargas propelentes na primeira torre de artilharia e causaram uma enorme explosão. A torre foi tirada de sua montagem e toda a seção da proa ficou queimada. A tripulação inundou parcialmente o depósito de munição com o objetivo de impedir uma explosão ainda mais catastrófica. A explosão matou 112 tripulantes e deixou 21 feridos.
O tamanho dos danos convenceu o Alto Comando Naval a remover a bateria principal do couraçado e substituí-la pelos seis canhões de 380 milímetros em três torres duplas originalmente planejadas para a Classe Scharnhorst. A seção da proa danificada foi removida para que uma proa alongada fosse instalada, algo que corregeria a diminuição da borda livre em decorrência do armamento principal mais pesado. O Gneisenau foi para Gotenhafen em 4 de abril escoltado pelo navio-escola Schlesien e pelo quebra-gelo Castor. Foi formalmente descomissionado da frota em 1º de julho. Sua tripulação foi transferida para atuarem em submarinos.
Os reparos tinham prosseguido o suficiente até o início de 1943 para que o processo pudesse começar, porém Hitler tinha ficado furioso com o fracasso dos corsários alemães na Batalha do Mar de Barents em dezembro de 1942 e ordenou que todos os trabalhos fossem interrompidos. O Gneisenau foi desarmado e seus canhões de 283 e 149 milímetros foram transferidos para baterias costeiras. A terceira torre de artilharia foi instalada no Forte de Austrått próximo de Trondheim como a bateria costeira Orlandet.
O couraçado permaneceu em Gotenhafen até o final da guerra. À medida que o Exército Vermelho aproximava-se da cidade, a embarcação foi levada para a entrada do porto e afundada em 27 de março de 1945 como um bloqueio. O governo polonês ordenou em 1947 que os destroços fossem removidos. Foi selado e reflutuado em 12 de setembro de 1951 e então completamente desmontado, porém acredita-se que uma parte de seu aço foi usado na construção de navios mercantes poloneses, enquanto sua buzina foi instalada no navio-escola Dar Pomorza. Seu sino foi preservado e está hoje em exibição no Museu do Exército Polonês em Varsóvia. A Noruega se ofereceu em 1979 para remover a torre de artilharia de Trondheim e devolvê-la à Alemanha Ocidental, porém a oferta foi recusada. A torre em vez disso foi preservada como um museu.

### Citações
1. 1 2 3   Gröner 1990, p. 31
2. ↑   Campbell 1987, p. 43
3. ↑   Williamson 2003, pp. 14–15
4. 1 2 3 4 5   Gröner 1990, p. 32
5. 1 2 3   Williamson 2003, p. 19
6. 1 2   Williamson 2003, p. 15
7. ↑   Breyer 1990, p. 15
8. 1 2 3   Garzke & Dulin 1985, p. 134
9. ↑   Williamson 2003, pp. 8–9
10. 1 2 3 4 5   Garzke & Dulin 1985, p. 135
11. ↑   Rohwer 2005, p. 15
12. ↑   Williamson 2003, p. 9
13. ↑   Konstam 2003, p. 39
14. ↑   Garzke & Dulin 1985, p. 136
15. 1 2 3 4 5   Garzke & Dulin 1985, p. 137
16. ↑   Williamson 2003, p. 16
17. ↑   Williamson 2003, p. 10
18. ↑   Rohwer 2005, p. 26
19. ↑   Howland 1994, pp. 47–62
20. 1 2   Koop & Schmolke 2014, pp. 103–110
21. ↑   Garzke & Dulin 1985, pp. 137–138
22. ↑   Garzke & Dulin 1985, pp. 138–139
23. 1 2   Garzke & Dulin 1985, p. 139
24. 1 2   Garzke & Dulin 1985, p. 140
25. ↑   Garzke & Dulin 1985, pp. 140–142
26. ↑   Garzke & Dulin 1985, p. 142
27. ↑   Garzke & Dulin 1985, pp. 142–143
28. 1 2   Garzke & Dulin 1985, p. 143
29. ↑   Breyer 1990, p. 30
30. ↑   Garzke & Dulin 1985, pp. 143–144
31. ↑   Garzke & Dulin 1985, pp. 144–145
32. 1 2 3 4 5   Breyer 1990, p. 34
33. 1 2 3 4   Garzke & Dulin 1985, p. 146
34. ↑   Williamson 2003, pp. 11–12
35. ↑   Hooton 1997, pp. 114–115
36. ↑   Hooton 1997, p. 114
37. ↑   Weal 1996, p. 17
38. ↑   Garzke & Dulin 1985, p. 147
39. ↑   Garzke & Dulin 1985, pp. 147–148
40. ↑   Garzke & Dulin 1985, pp. 148–149
41. ↑   Garzke & Dulin 1985, pp. 149–150
42. 1 2 3 4   Williamson 2003, p. 18
43. ↑   Garzke & Dulin 1985, p. 150
44. ↑   Garzke & Dulin 1985, pp. 150–151
45. ↑   Garrett 1978, pp. 120, 122
46. 1 2   Garzke & Dulin 1985, p. 153
47. ↑   Garrett 1978, p. 121